# المسجد الإيراني (السطوة)
المسجد الإيراني (المعروف أيضًا باسم مسجد الإمام الحسين) الواقع في السطوة، دبي، هو مسجد شيعي أسسته الجالية الإيرانية.
يقع على طريق الوصل على مسافة قصيرة من مسجد جميرا. هندسته المعمارية مستوحاة من التأثيرات شبه الفاطمية والفارسية، مع واجهته وقبته المغطاة بالبلاط الأزرق التقليدي، تمامًا مثل المظهر الخارجي للمستشفى الإيراني عبر الطريق. يمتد المسجد على مساحة 2500 متر مربع وتم بناؤه عام 1979 بدعم من الهلال الأحمر الإيراني. يحتوي على العديد من القاعات والغرف الداخلية، ويحتوي على مكتبة بها أكثر من 14000 كتاب في مواضيع ولغات متنوعة بما في ذلك العربية والفارسية والأردية والإنجليزية، ينظم مركز الشيخ محمد للتفاهم الثقافي أربع جولات أسبوعية للمسجد، يمكن خلالها للزوار غير المسلمين زيارته.